# أم البنين بنت عبد العزيز
أم البنين بنت عبدالعزيز بن مروان الذي حكم مصر عشرين عاما. أخوها هو الخليفة الاموي عمر بن عبد العزيز وعمها عبد الملك بن مروان وزوجها الوليد بن عبد الملك الذي فتح في عهده الفتوحات.

## أم البنين والحجاج بن يوسف
أم البنين من ربات الفصاحة والبلاغة، قرعت بجوابها حجة الحجاج وأفحمته بكلام مبين. وذلك أن الحجاج بن يوسف وفد على الوليد بن عبد الملك فوجده في نزهة فاستقبله، فلما رآه ترجل له وقبل يده وجعل يمشي وعليه درع وكنانة وقوس عربية. فقال له الوليد: اركب يا أبا محمد. فقال: دعني يا أمير المؤمنين أستكثر من الجهاد فإن ابن الزبير وابن الأشعث شغلاني عنك. فعزم عليه الوليد حتى ركب. ودخل الوليد داره وتفضل في غلالة ثم أذن للحجاج فدخل عليه في حاله تلك وأطال الجلوس عنده. فبينا هو يحادثه إذ جاءت جارية فساررت الوليد ومضت ثم عادت فساررته ثم انصرفت. فقال الوليد للحجاج: أتدري ما قالت هذه يا أبا محمد؟ فقال: لا والله. فال: بعثتها إليّ ابنة عمى أم البنين بنت عبد العزيز تقول: ما مجالستك لهذا الأعرابي المتسلح في السلاح وأنت في غلالة فأرسلت إليها إنه الحجاج فراعها ذلك وقالت: والله ما أحب أن يخلو بك وقد قتل الخلق. فقال الحجاج: يا أمير المؤمنين دع عنك مفاكهة النساء بزخرف القول، فإنما المرأة ريحانة وليست بقهرمانة. فلا تطلعهن على سرك ولا مكايدة عدوك، ولا تطمعهن في غير أنفسهن، ولا تشغلهن بأكثر من زينتهن، وإياك مشاورتهن في الأمور، فإن رأيهن إلى أفن، وعزمهن إلى وهن، واكفف عليهن من أبصارهن بحجبك، ولا تملك الواحدة منهن من الأمور ما يجاوز نفسها، ولا تطعمها أن تشفع عندك لغيرها، ولا تطل الجلوس معهن، فإن ذلك أوفر لعقلك وأبين لفضلك. ثم نهض الحجاج، فخرج ودخل الوليد على أم البنين فأخبرها بمقالة الحجاج. فقالت: يا أمير المؤمنين: أحب أن تأمره غداً بالتسليم علي. فقال: أفعل. فلما غدا الحجاج على الوليد قال له يا أبا محمد سر إلى أم البنين فسلم عليها فقال: اعفني من ذلك يا أمير المؤمنين. فقال لابد من ذلك. فمضى الحجاج إليها فحجبته طويلاً ثم أذنت له فأقرته قائماً ولم تأذن له في الجلوس ثم قالت: إيه يا حجاج أنت الممتن على أمير المؤمنين بقتل ابن الزبير وابن الأشعث. أما والله لولا أن الله جعلك أهون خلقه ما ابتلاك برمي الكعبة، ولا بقتل ابن ذات النطاقين وأول مولود ولد في الإسلام. وأما ابن الأشعث فقد والله وإلى عليك الهزائم حتى لذت بأمير المؤمنين عبد الملك، فأغاثك بأهل الشام وأنت في أضيق من القرن، فأظلتك رماحهم وأنجاك كفاحهم ولولا ذلك لكنت أذل من النفذ. وأما ما أشرت به على أمير المؤمنين من ترك لذاته والامتناع من بلوغ أوطاره من نسائه، فإن كن ينفرجن عن مثل ما انفرجت به عنك أمك فما أحقه بالأخذ عنك والقبول منك، وإن كن ينفرجن عن مثل أمير المؤمنين فإنه غير قابل منك ولا مصغ إلى نصيحتك. قاتل الله الشاعر وقد نظر إليك وسنان غزالة الحرورية بين كتفك حيث يقول:
ثم أمرت جارية لها فأخرجته فدخل إلى الوليد من فوره فقال: يا أًبا محمد ما كنت فيه فقال: والله يا أمير المؤمنين ما سكتت حتى كان بطن الأرض أحب إلي من ظاهرها. فضحك الوليد حتى فحص برجله ثم قال: يا أبا محمد إنها بنت عبد العزيز.

## أم البنين ووضاح كما وردت في بعض المراجع
استأذنت أم البنين زوجها الوليد في الحج فأذن لها وكتب الوليد يتوعد الشعراء جميعاً أن يذكرها أحد منهم أو يذكر أحد ممن معها، فقدمت مكة وتراءت الناس وتصدى لها أهل الغزل والشعراء ووقعت عينها على وضاح اليمن فهويته. وأنفذت إلى كثير عزة وإلى وضاح اليمن أن شببا بي. فكره ذلك وشبب بجاريتها غاضرة وذلك في قوله:
وأما وضاح اليمن فإنه صرح فبلغ ذلك الوليد فقتله، وقيل: إنه مدح الوليد فوعدته أم البنين أن تساعده وتعينه على رفده فقدم على الوليد وأنشده:
وهي أبيات مشهورة فأحسن رفده. ثم نمي إليه أنه يشبب بأم البنين فجفاه وحجبه ودبر في قتله واختلسه ودفنه في داره.

## من فضائلها
عن علي بن أبي جملة قال: سمعت أم البنين ابنة عبد العزيز بن مروان تقول: أف للبخل، لو كان قميصاً ما لبسته، ولو كان طريقاً ما سلكته.
سعيد بن مسلمة بن هشام الأموي قال: كانت أم البنين ابنة عبد العزيز بن مروان تبعث إلى نسائها فيجتمعن ويتحدثن عندها وهي قائمة تصلي ثم تنصرف إليهن فتقول: أحب حديثكم فإذا قمت في صلاتي لهوت عنكن ونسيتكن. قال: وكانت تكسوهن الثياب الحسنة وتعطيهن الدنانير وتقول: الكسوة لكن والدنانير أقسمنها بين فقرائكن. وكانت تقول: جعل لكل قوم نهمة في شيء، وجعلت نهمتي في البذل والإعطاء، والله للصلة والمواساة أحب إلي من الطعام الطيب على الجوع، ومن الشراب البارد على الظمأ، وكانت تقول: وهل ينال الخير إلا باصطناعه؟ وكانت تقول: ما حسدت أحداً قط على شيء، إلا أن يكون ذا معروف فإني كنت أحب أن أشركه في ذلك.
أحمد بن سهل قال: حدثني منصور، مولى بني أمية، قال: كانت أم البنين تعتق في كل جمعة رقبة، وتحمل على فرس في سبيل الله عز وجل.
قال محمد: وحدثني يوسف بن الحكم قال حدثني مروان بن محمد بن عبد الملك بن مروان قال: دخلت عزة على أم البنين. فقالت لها: يقول كثير:
ما كان هذا الدين يا عزة؟ فاستحيت. فقالت: علي ذلك. قالت: كنت وعدته قبلة فتحرجت منها. فقالت أم البنين: أنجزيها له وإثمها علي.
قال محمد: وقال لي يوسف بن الحكم: حدثني رجل من بني أمية يكنى أبا سعيد قال: بلغني أن أم البنين أعتقت لكلمتها هذه أربعين رقبة وكانت إذا ذكرتها بكت وقالت: ليتني خرست ولم أتكلم بها.
قال يوسف: وحدثني سعيد بن مسلمة بن هشام بن عبد الملك قال: حدثتني امرأة من أهلي قالت: سمعت أم البنين تقول: ما تحلى المتحلون بشيء أحسن عليهم من عظم مهابة الله في صدورهم.
وذكر ابن عساكر: أن أم البنين كانت فيمن حدث من النساء. وروى عنها إبراهيم بن أبي عقيلة.
وأما دار أم البنين فقد كانت بدمشق بقرب طاحونة الثقفيين المعروفة في زمن ابن عساكر بطاحونة القلعة. وكانت لها دار أخرى خارج باب الفراديس على يسرة المار إلى المقبرة.